# Vimines
Vimines é uma comuna francesa na região administrativa de Auvérnia-Ródano-Alpes, no departamento de [Saboia]]. Estende-se por uma área de 14,23 km². Em 2010 a comuna tinha 2 098 habitantes (densidade: 147,4 hab./km²).